# Gli spiriti in casa del professore
Gli spiriti in casa del professore (Stuart Webbs: Der Spuk im Haus des Professors) è un film muto del 1914 diretto da Joe May.

## Trama
Il detective Stuart Webb viene chiamato a indagare sugli strani accadimenti che si manifestano nell'appartamento del professor Warming. Ma la casa non è stregata: i rumori e le apparizioni sono opera di una banda di criminali che vuole mettere le mani su alcuni documenti segreti del professore. Webb, dapprima sopraffatto dai malviventi, trova il sistema per inchiodare la banda, usando fotocamere, flash e timer elettronici che li immortalano mentre mettono in atto il loro piano criminale.

## Produzione
Il film fu prodotto dalla Continental-Kunstfilm GmbH (Berlin).

## Distribuzione
Distribuito dalla True Feature Film Company, il film uscì nelle sale cinematografiche tedesche nel maggio 1914, presentato al Tauentzien-Palast di Berlino. Negli Stati Uniti, conosciuto con il titolo Trapped by the Camera, fu distribuito nel novembre dello stesso anno. La Ferrari lo distribuì in Italia dove prese il titolo Gli spiriti in casa del professore con il visto di censura numero 4954 ottenuto il 19 ottobre 1914.